# Trofeo de Campeones de la Liga Profesional 2020
El Trofeo de Campeones de la Liga Profesional 2020 hubiese sido la primera edición retroactiva de esta copa nacional organizada por la Asociación del Fútbol Argentino, que se vio postergada por la pandemia de COVID-19.
Se hubiesen enfrentado Boca Juniors, campeón de la Superliga Argentina 2019-20 y de la Copa de la Liga Profesional 2020, contra River Plate, que venció en el partido clasificatorio a Banfield, respectivos subcampeones de esos torneos. El primer partido se jugó el 22 de febrero de 2023.
Su disputa se anunció, de manera extemporánea, en octubre de 2022, debido a que la Copa de la Liga Profesional 2020 se organizó en la emergencia, para completar la temporada 2019-20 y reemplazó a la Copa de la Superliga 2020, que fue anulada por el aislamiento social, preventivo y obligatorio, decretado a raíz de la pandemia, en marzo de 2020.

## Equipos clasificados
| Boca Juniors | Campeón de la Superliga Argentina 2019-20 y de la Copa de la Liga Profesional 2020 |
| River Plate  | Subcampeón de la Superliga Argentina 2019-20                                       |
| Banfield     | Subcampeón de la Copa de la Liga Profesional 2020                                  |

## Partidos

### Semifinal
| 22 de febrero de 2023, 21:00 | Banfield                  | 2:3 (0:2) | River Plate              | Estadio Mario Alberto Kempes, Córdoba        |                                              |
|                              | Chávez 53' · Bisanz 90+2' | Reporte   | Simón 7' 44' · Borja 64' | Árbitro(s): Facundo Tello VAR: Silvio Trucco | Árbitro(s): Facundo Tello VAR: Silvio Trucco |

### Final
|  | Boca Juniors | vs. | River Plate |  |  |